# Pelecinotus lankae
Pelecinotus lankae är en insektsart som beskrevs av Henry, G.M. 1933. Pelecinotus lankae ingår i släktet Pelecinotus och familjen gräshoppor. Inga underarter finns listade i Catalogue of Life.